# Saracco (strumento)

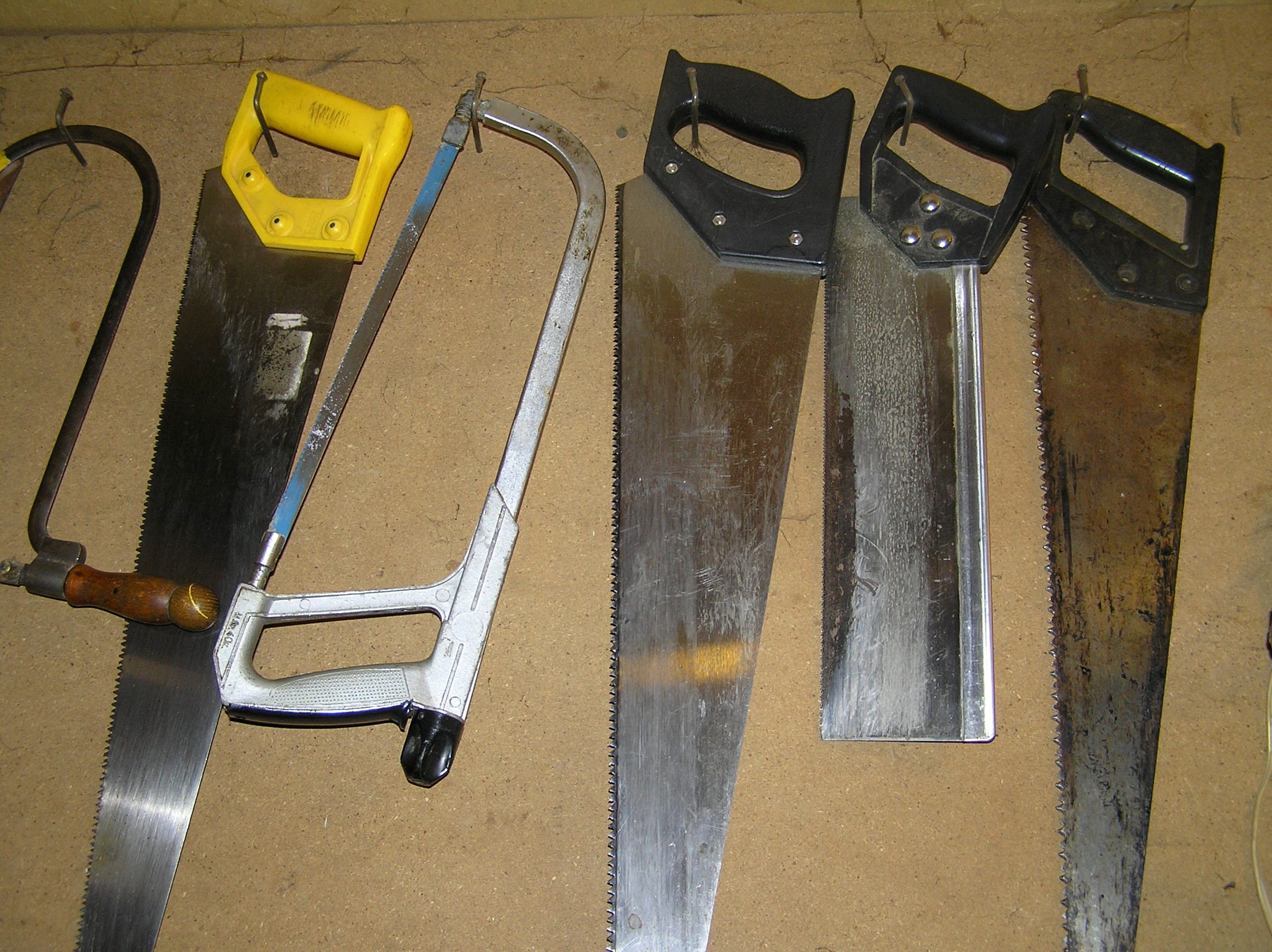
Nella foto si vedono (da sinistra):
- un seghetto da traforo
- un saracco
- un seghetto ad arco
- un saracco
- una sega a dorso
- un saracco

Il saracco è la classica sega per legno. È un tipo di sega con l'impugnatura fissata ad un'estremità della lama, e viene chiamato anche segaccio.

## Descrizione
Nella sua forma classica si presenta con la lama libera, di forma trapezoidale allungata, senza costolatura sul dorso, e con l'impugnatura in legno o plastica fissata all'estremità più larga delle due minori. È adatto per tagli lunghi o profondi di tavole, pannelli, tronchi, quando non sia necessaria un'elevata precisione di taglio.
Per avere una maggior precisione di taglio si utilizza invece la versione che presenta la lama irrigidita da una costolatura sul dorso, che viene anche chiamata sega a dorso. Questa versione consente tagli più precisi, ma ovviamente meno lunghi o profondi a causa dell'ostacolo della costolatura. La lama è solitamente di forma rettangolare e con una dentatura più fine rispetto alla versione precedente. Per le seghe di minori dimensioni l'impugnatura è fissata direttamente sul prolungamento della costolatura invece che sulla lama. Il rinforzo sul dorso determina un limite alla profondità massima di taglio, pari alla distanza fra lama e costolatura. In inglese questa sega viene detta backsaw, per la costolatura sul dorso, o tenon saw, per il largo utilizzo nei tagli di precisione necessari negli incastri a tenone e mortasa.
In accoppiamento con un'apposita dima con sezione a "U", detta guida per saracco o cassetta per tagli, che fa da guida per i tagli a 45° e 90°, la sega a dorso viene utilizzata per il taglio di cornici, battiscopa e listelli, e l'insieme (sega a dorso + dima) è denominato tagliacornici.
Un'altra versione del saracco è il gattuccio, che ha la lama più flessibile, di altezza molto ridotta, senza costolatura e che finisce praticamente a punta. Permette il passaggio della lama attraverso fori di piccolo diametro per iniziare il taglio e permette anche, grazie alla sua flessibilità, di effettuare tagli leggermente curvi.
Per il taglio manuale dei blocchi in calcestruzzo aerato autoclavato, esiste un seracco apposito, sulla lama del quale, in acciaio temperato, sono riportati denti in carburo di tungsteno.

## Galleria d'immagini

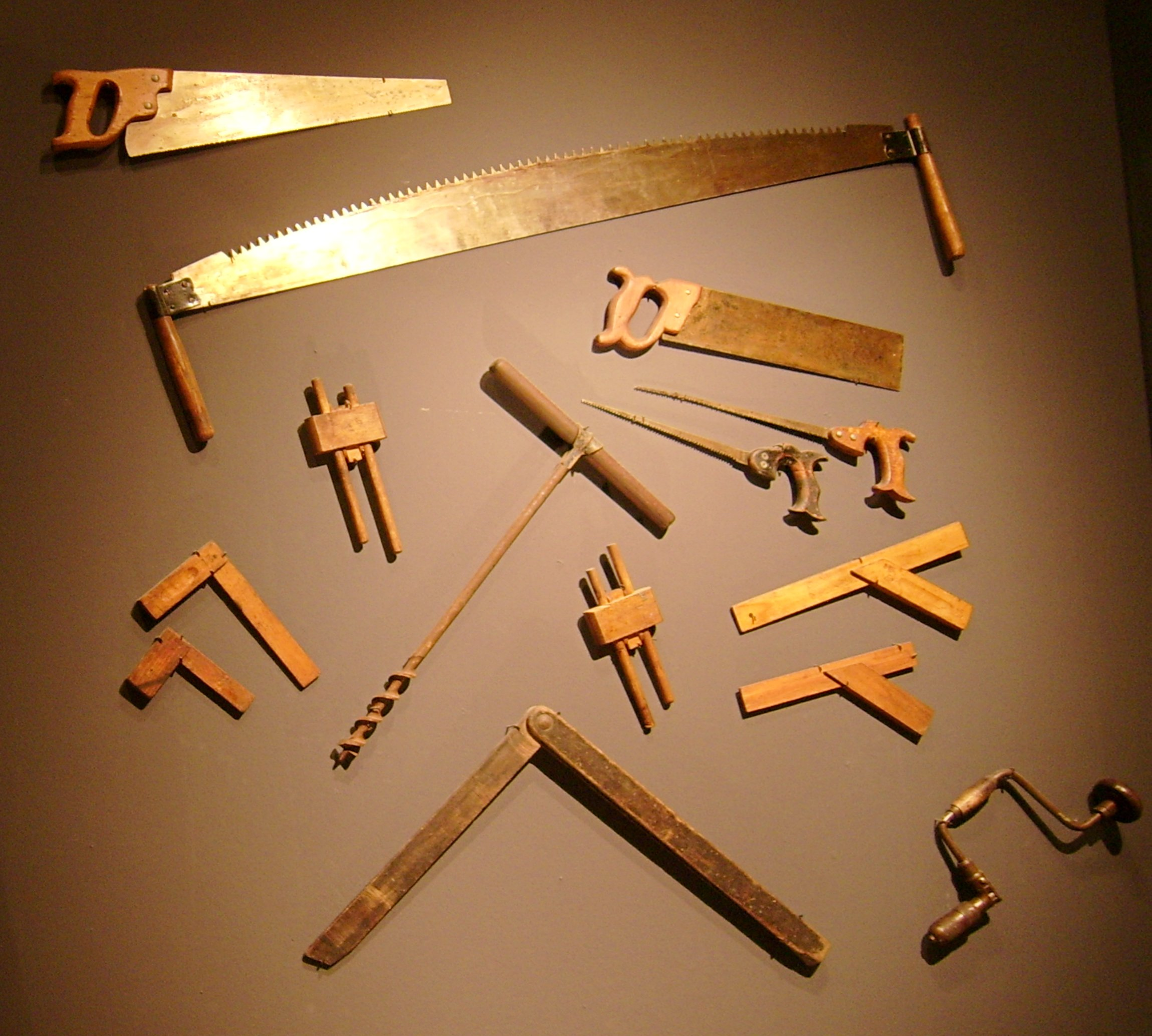
In centro a destra si notano due gattucci
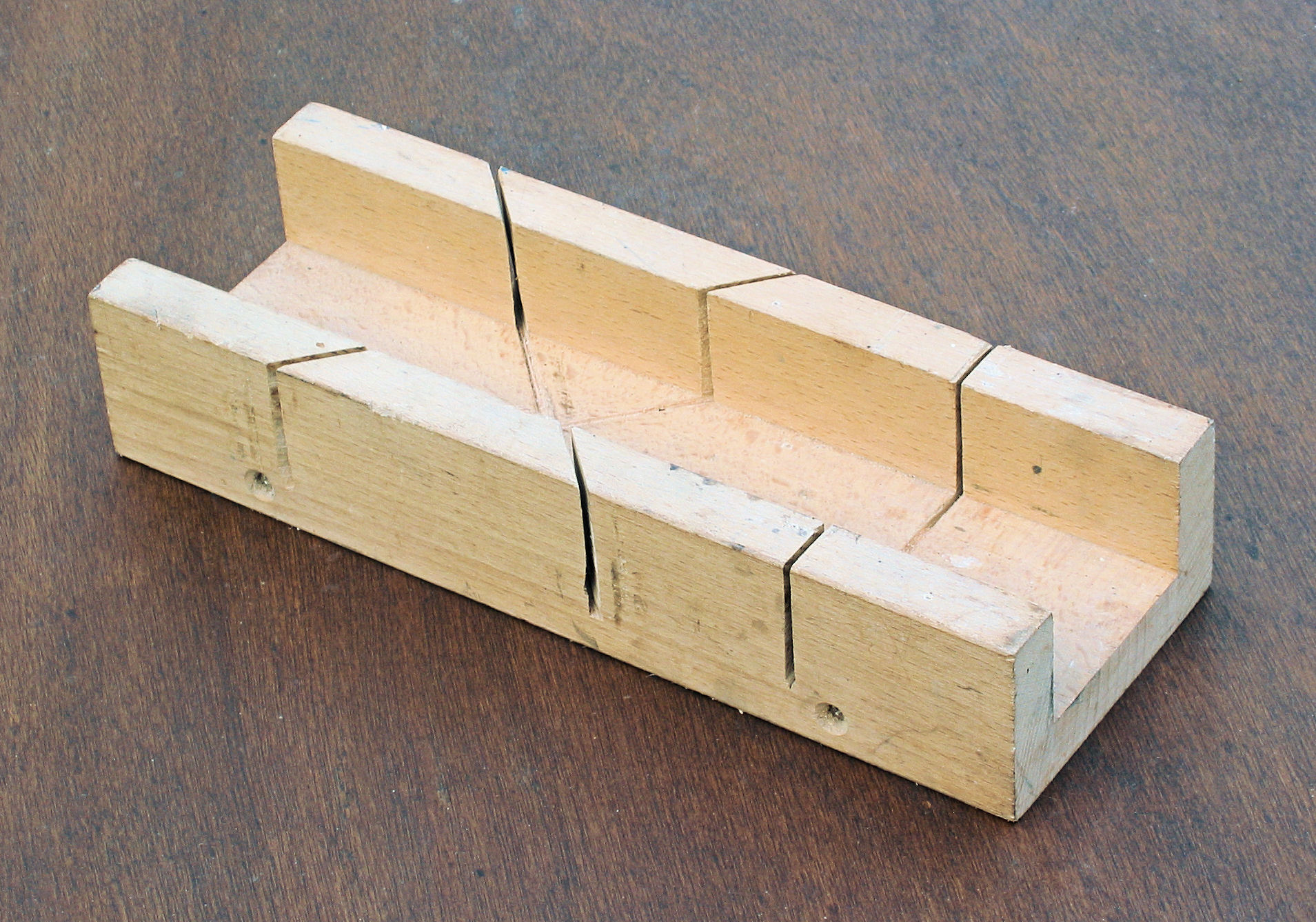
Una cassetta per tagli